# Bisturi - La mafia bianca
Bisturi - La mafia bianca è un film del 1973 diretto da Luigi Zampa, interpretato da Enrico Maria Salerno e Gabriele Ferzetti.
Fu presentato in concorso al 26º Festival di Cannes.

## Trama
Il professor Daniele Vallotti, famoso e valente chirurgo, è il tipico barone universitario con smanie di potere. È anche proprietario di una clinica privata dove seleziona i pazienti in base alle loro disponibilità economiche. La sua équipe medica è composta da medici incapaci, presuntuosi e servili tranne uno, il dottor Giordani: questi è un uomo con il vizio degli alcolici ma onesto e preparato. La sua competenza e la sua concretezza gli sono valse la stima di Vallotti, che lo conosce bene essendo stato suo compagno di studi all'università. Malgrado la sua "onnipotenza", Vallotti non ha una vita privata felice: rimasto da tempo vedovo, vive nella sua villa insieme all'anziana madre e al suo unico figlio.
Un giorno Vallotti si allontana dalla sala operatoria tralasciando un delicato intervento nel momento cruciale, causando la morte del paziente e, indirettamente, anche quella della moglie che, disperata e distrutta dal dolore, si toglie la vita. Giordani si rintana in casa sentendosi moralmente corresponsabile dell'accaduto: proprio lui, infatti, aveva consigliato ai due di affidarsi alle cure di Vallotti. Una giovane suora, che lavora nello stesso ospedale come infermiera, si presenta a casa di Giordani, cercando di scrollargli da dosso i vari scrupoli di coscienza che lo tormentano, lo convince a riprendere il lavoro e, non ultimo, a smettere di bere. Giordani ascolta le parole della suora e ritorna in corsia.
Da qualche tempo, inoltre, cominciano a pervenire lettere e telefonate anonime a Vallotti nelle quali l'ignoto autore lo mette di fronte alle sue malefatte. Nel frattempo, nell'ospedale pubblico dove Vallotti lavora occasionalmente, è ricoverato d'urgenza un bambino: ha un blocco renale, e necessiterebbe dell'ausilio di un rene artificiale per essere prontamente soccorso, ma muore perché l'apparecchiatura è stata da poco disattivata da Vallotti per favorire un suo collega che ne possiede una uguale nella propria clinica privata. Dopo qualche giorno Vallotti scopre di essere stato denunciato alla magistratura, ma questa volta l'autore vi ha apposto la propria firma: si tratta di Giordani che, esasperato, ha deciso di uscire allo scoperto.
Messo alle strette, Vallotti stringe un accordo con gli altri colleghi - anch'essi citati da Giordani - e ordisce un complotto contro di lui. Giordani viene chiamato d'urgenza in sala operatoria con un pretesto, e si trova di fronte a un intervento rischioso e complicato: proprio nella fase più difficile, uno dei presenti scambia furtivamente le lastre radiografiche, e Giordani viene così messo in condizione di sbagliare l'operazione il cui esito è la morte del paziente. Giordani a questo punto non ha scelta: essere denunciato per omicidio colposo oppure nascondere la testa nella sabbia come gli altri suoi colleghi. L'uomo cede quindi al ricatto: ritira la denuncia, ma allo stesso tempo ammonisce il suo superiore e vecchio compagno di studi che non avrà nemmeno il tempo di cantar vittoria. Non gli sono sfuggiti infatti i primi sintomi di una malattia che non lascerà scampo a Vallotti: la malattia di Parkinson. Per la prima volta dunque egli si ferma a riflettere sul valore etico della sua professione che ha sempre posto al di sotto dei suoi interessi personali, si immedesima in tutti i pazienti che avevano riposto nelle sue mani le loro speranze per poi rimetterci la pelle e comprende la disperazione dei loro cari. Affranto dall'idea di lasciare suo figlio orfano, viene approcciato dalla madre la quale lo prega di affidarsi alle competenze di qualcuno tra i molti illustri colleghi, ottenendo però una secca e disillusa reazione dal figlio.